# Bachmans sipperlav
Bachmans sipperlav (Dermatocarpon bachmannii) är en lavart som beskrevs av Anders. Bachmans sipperlav ingår i släktet Dermatocarpon och familjen Verrucariaceae.  Arten är reproducerande i Sverige. Inga underarter finns listade i Catalogue of Life.